# Sudeten

Geologische Karte der Sudeten aus dem Jahr 1909 (Nordrichtung nach links oben)

Die Sudeten (polnisch und tschech. Sudety) sind ein Gebirgszug in Deutschland, Tschechien und Polen. Sie  bilden die nordöstliche Umrahmung des Böhmischen Beckens zwischen dem Elbsandsteingebirge und der Mährischen Pforte.
Die Sudeten gliedern sich in mehrere eigenständige Gebirgsgruppen, von denen das Riesen- und das Altvatergebirge die bedeutendsten sind. Der gesamte Gebirgszug ist 310 km lang und 30 bis 50 km breit. Die höchste Erhebung ist die Schneekoppe im Riesengebirge mit 1603 m n.p.m.

## Gliederung

Gliederung der Sudeten

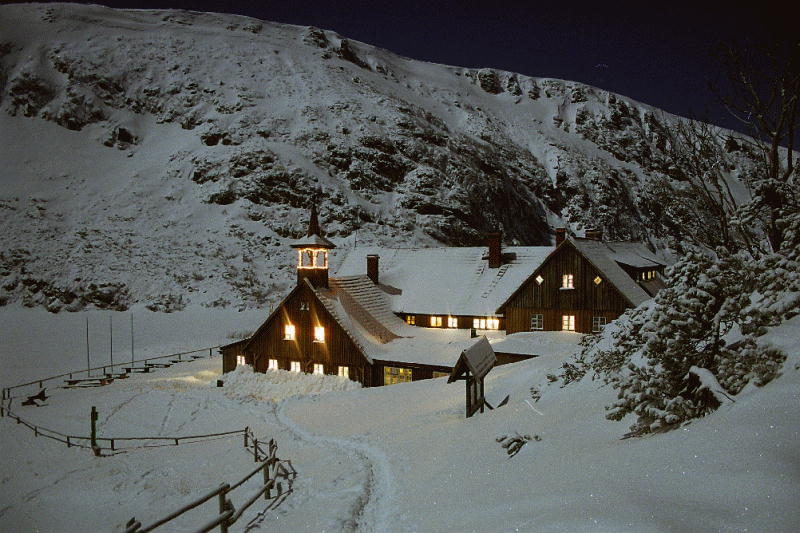
Teichbaude, Riesengebirge

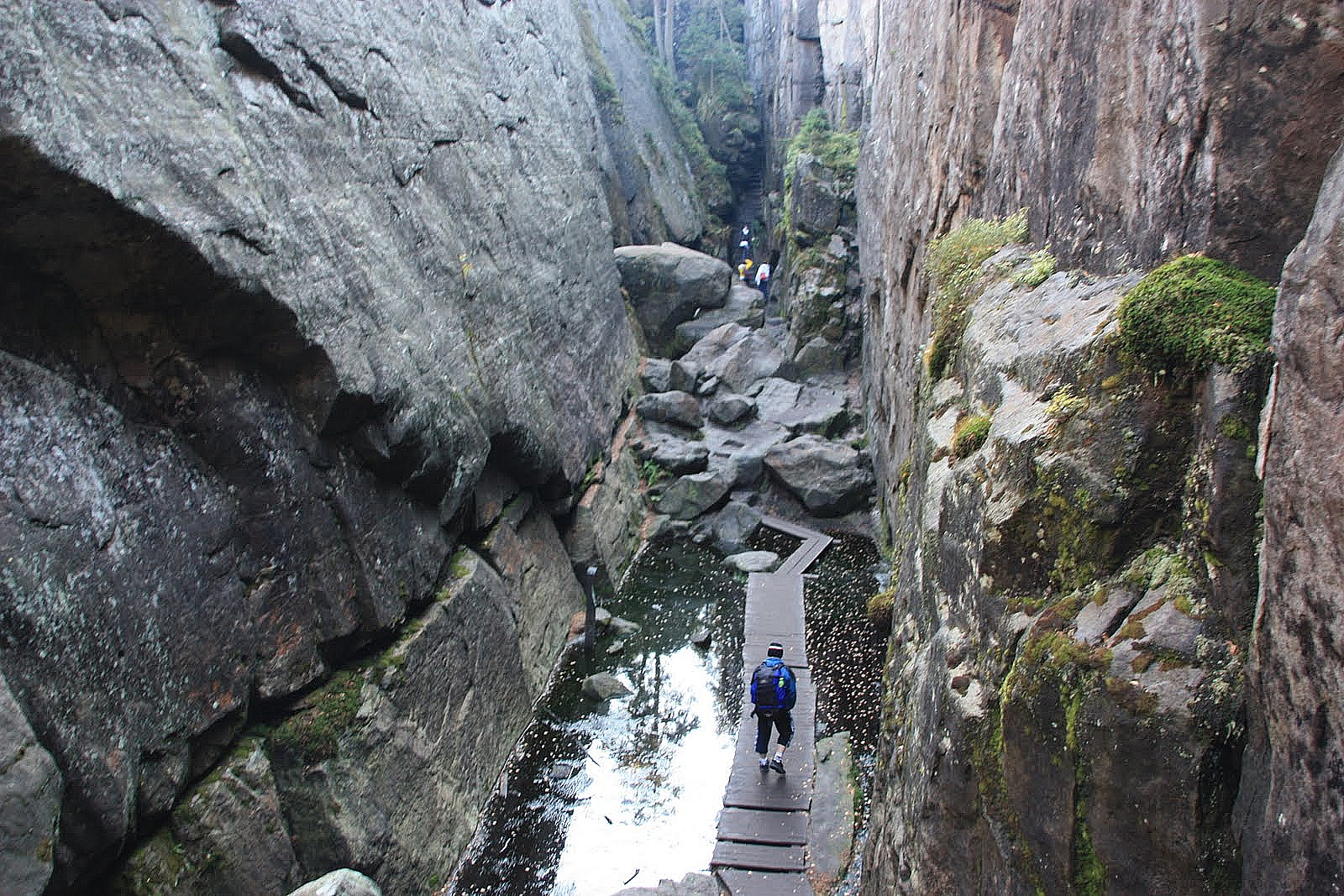
Hölle, Heuscheuergebirge

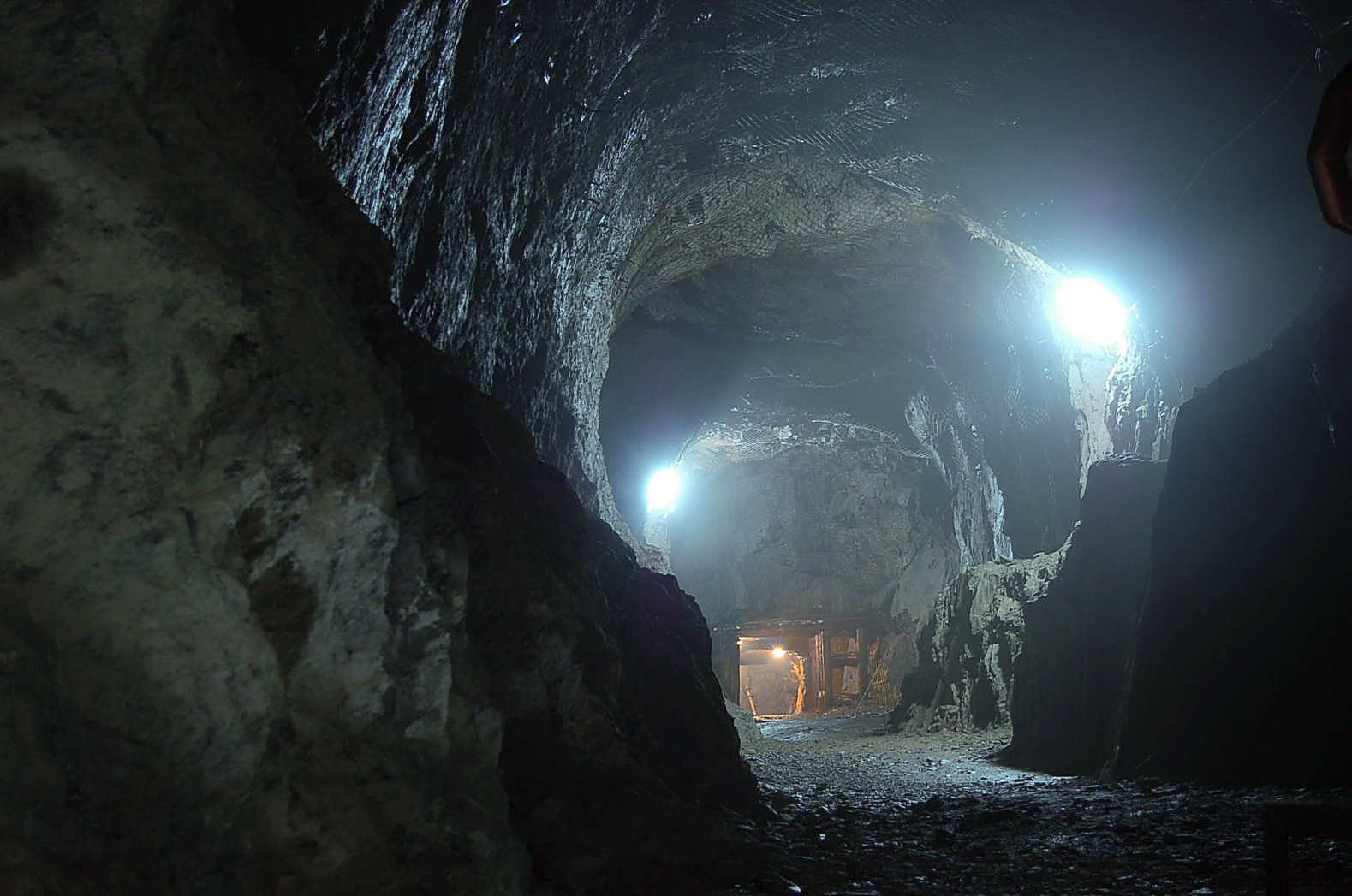
Projekt Riese im Eulengebirge

Die Sudeten werden in drei Hauptabschnitte (West-, Mittel- und Ostsudeten) gegliedert, die wiederum in weitere Untereinheiten unterteilt sind (siehe Skizze und Tabelle).
- Die Westsudeten sind der westliche Teil des Gebirgszuges und gehören zu Deutschland, Tschechien und Polen. Die höchste Erhebung – zugleich des gesamten Sudetenbogens – ist die Schneekoppe mit 1603 m.
- Die Mittelsudeten sind das Teilgebirge um die Stadt Wałbrzych (Waldenburg) in Polen. Bedeutende Steinkohlevorkommen finden sich im Waldenburger Bergland und im Eulengebirge. Die höchste Erhebung ist die Deschneyer Großkoppe im Adlergebirge mit 1115 Metern.
- Die innersudetische Senke ist mit den Mittelsudeten verwoben. Ihre Randgebirge sind das Waldenburger und das Heuscheuergebirge, das Adler-, Habelschwerdter und Glatzer Schneegebirge sowie in den Ostsudeten das Reichensteiner und das Eulengebirge.
- Die Ostsudeten (auch Gesenke, tschechisch: Jeseníky) sind das Teilgebirge in Schlesien und Mähren in Tschechien. Die höchste Erhebung ist dort der Altvater (tschechisch: Praděd) mit 1492 Metern.

Typisch für die Sudeten sind verschiedene Kessellandschaften, wie zum Beispiel das Hirschberger Tal und der Glatzer Kessel.
Hochsudeten (tschechisch Vysoké Sudety, polnisch Wysokie Sudety) ist der Sammelname für Riesengebirge, Glatzer Schneegebirge und Hohes Gesenke (Altvatergebirge).
| Nr. | Deutsch                                        | Tschechisch                                | Polnisch                         |
| --- | ---------------------------------------------- | ------------------------------------------ | -------------------------------- |
|     | Westsudeten                                    | Krkonošská oblast/ Zapadní Sudety          | Sudety Zachodnie                 |
| 1   | Westlausitzer Hügel- und Bergland              | Západolužické podhůří                      | Pogórze Zachodniołużyckie        |
| 2   | Oberlausitzer Gefilde                          | Lužická niva                               | Płaskowyż Budziszyński           |
| 3   | Lausitzer Bergland (Schluckenauer Hügelland)   | Šluknovská pahorkatina (Lužická hornatina) | Pogórze Łużyckie                 |
| 4   | Östliche Oberlausitz                           | Žitavská pánev/ Liberecká pánev            | Obniżenie Żytawsko-Zgorzeleckie  |
| 5   | Lausitzer Gebirge/ Zittauer Gebirge            | Lužické hory                               | Góry Łużyckie                    |
| 6   | Isergebirgs-Vorland                            | Frýdlantská pahorkatina                    | Pogórze Izerskie                 |
| 7   | Isergebirge                                    | Jizerské hory                              | Góry Izerskie                    |
| 8   | Jeschken-Kosakow-Kamm                          | Ještědsko-kozákovský hřbet                 | Grzbiet Jesztiedzki              |
| 9   | Bober-Katzbach-Vorgebirge                      | Kačavské podhůří                           | Pogórze Kaczawskie               |
| 10  | Bober-Katzbach-Gebirge                         | Kačavské hory                              | Góry Kaczawskie                  |
| 11  | Hirschberger Tal                               | Jelenohorská kotlina                       | Kotlina Jeleniogórska            |
| 12  | Landeshuter Kamm                               | Janovické Rudavy/ Janovické rudohoří       | Rudawy Janowickie                |
| 13  | Riesengebirge (einschließl. Rehorngebirge)     | Krkonoše                                   | Karkonosze                       |
| 14  | Riesengebirgs-Vorland                          | Krkonošské podhůří                         | Podgórze Karkonoskie             |
| 15  | Waldenburger Bergland                          |                                            | Pogórze Wałbrzyskie              |
|     | Mittelsudeten                                  | Orlická oblast/ Střední Sudety             | Sudety Środkowe                  |
| 16  | Striegauer Berge                               |                                            | Wzgórza Strzegomskie             |
| 17  |                                                |                                            | Obniżenie Podsudeckie            |
| 18  |                                                |                                            | Równina Świdnicka                |
| 19  | Zobtengebirge                                  | Ślęża                                      | Masyw Ślęży                      |
| 20  | Waldenburger Gebirge                           | Valbřišské hory                            | Góry Wałbrzyskie                 |
| 21  | Góry Kamienne (einschl. Rabengebirge)          | Javoří hory/Vraní hory                     | Góry Kamienne                    |
| 22  | Liebauer Tor                                   | Broumovská vrchovina                       | Brama Lubawska                   |
| 23  | Eulengebirge                                   | Soví hory                                  | Góry Sowie                       |
| 24  | Neuroder Senke                                 |                                            | Obniżenie Nowej Rudy             |
| 25  | Steinetal                                      | Broumovská vrchovina                       | Obniżenie Ścinawki               |
| 26  | Heuscheuergebirge/ Politzer Bergland           | Broumovská vrchovina                       | Góry Stołowe                     |
| 27  |                                                |                                            | Wzgórza Niemczańsko-Strzelińskie |
| 28  | Weidenauer Tiefland                            | Vidnavská nížina                           | Obniżenie Otmuchowskie           |
| 29  | Weidenauer Hügelland                           | Vidnavská nížina                           | Przedgórze Paczkowskie           |
| 30  | Friedeberger Bergland                          | Žulovská pahorkatina                       | Przedgórze Paczkowskie           |
| 31  | Warthagebirge                                  | Bardské hory                               | Góry Bardzkie                    |
| 32  | Glatzer Kessel                                 | Kladská kotlina                            | Kotlina Kłodzka                  |
| 33a | Adlergebirge                                   | Orlické hory                               | Góry Orlickie                    |
| 33b | Habelschwerdter Gebirge                        | Bystřické hory                             | Góry Bystrzyckie                 |
| 34  | Adlervorgebirge                                | Podorlická pahorkatina                     | Pogórze Orlickie                 |
|     | Ostsudeten                                     | Jesenická oblast/ Východní Sudety          | Sudety Wschodnie                 |
| 35  | Reichensteiner Gebirge                         | Rychlebské hory                            | Góry Złote                       |
| 36  | Glatzer Schneegebirge (einschl. Bielengebirge) | Králický Sněžník                           | Masyw Śnieżnika                  |
| 37  | Zuckmanteler Bergland / Oppagebirge            | Zlatohorská vrchovina                      | Góry Opawskie                    |
| 38  | Altvatergebirge (Hohes Gesenke)                | Hrubý Jesenik                              | Wysoki Jesionik                  |
| 39  | Hannsdorfer Bergland                           | Hanušovická vrchovina                      |                                  |
| 40  | Müglitzer Furche                               | Mohelnická brazda                          |                                  |
| 41  | Hohenstädter Bergland                          | Zábřežská vrchovina                        | Zábřežská vrchovina              |
| 42  | Niederes Gesenke                               | Nízký Jeseník                              | Niski Jesionik                   |

## Charakteristik

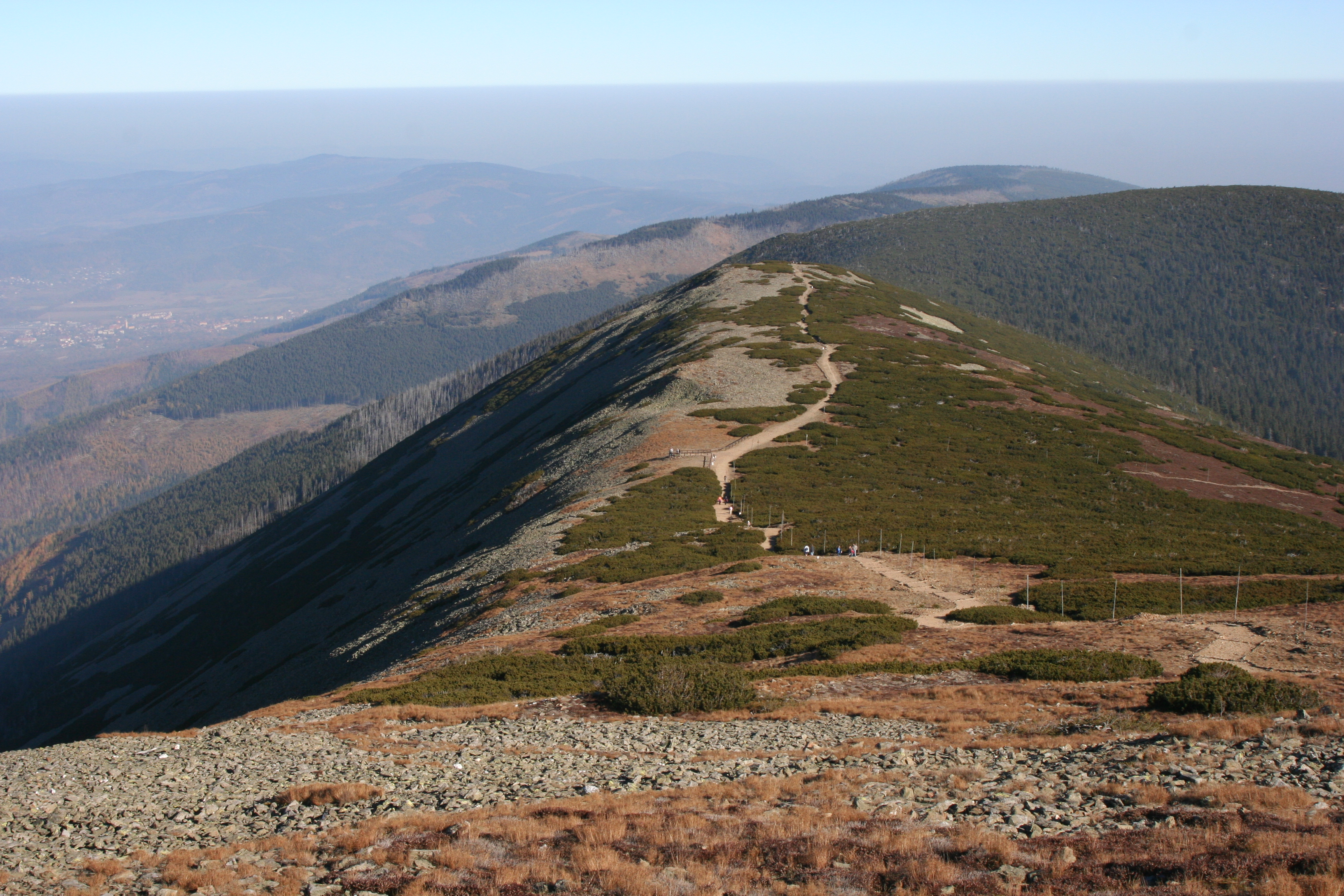
Blick entlang des Riesengebirgshauptkammes von der Schneekoppe Richtung Grenzbauden

In Tallagen herrscht Mischwald vor. Ab 600 m findet sich Fichtenwald. Ab 1200 Metern (Waldgrenze) wird Almwirtschaft betrieben, gelegentlich finden sich Hochmoore.
Die niederschlagsreichen Sudeten sind eine bedeutende Wasserscheide. Wichtige Quellflüsse sind die Elbe (Labe) und die Oder (Odra). Der Norden wird über die Oder zur Ostsee, der Süden über die Elbe zur Nordsee und der Südosten über die March (Morava) zur Donau ins Schwarze Meer entwässert.
Die schneesicheren Winter sind die Grundlage für den Wintersport im Riesengebirge und Altvatergebirge. Im Sommer ist der Wander- und Erholungstourismus prägend. Mit Cieplice Śląskie-Zdrój (Bad Warmbrunn), Polanica-Zdrój (Bad Reinerz) und Świeradów-Zdrój (Bad Flinsberg) befinden sich einige überregional bedeutende Kurorte in der Region. Traditionelle Erwerbszweige sind die Weberei, Glasherstellung, Papierindustrie und Textilindustrie.

## Geschichte des Begriffes
Der Name Sudeten wurde von der Bezeichnung Soudeta ore  (deutsch möglicherweise Wildschweinberge) abgeleitet, die der griechische Geograph Claudius Ptolemäus im Jahre 150 für die heutigen nördlichen böhmischen Gebirge verwendete.
Nach 1918 wurde die deutschsprachige Bevölkerung in der Tschechoslowakei gemeinhin als Sudetendeutsche bezeichnet. Ihr Siedlungsgebiet in Böhmen und Mähren wurde danach politisch konnotiert als Sudetenland benannt, obwohl der größte Teil weit außerhalb der Sudeten lag. Korrekt sind die Begriffe „Deutschböhmen“ für das Gebiet, so wie für die dort lebenden Menschen Deutschböhmen und Deutschmährer. Die in Deutschland weiterhin aktive Organisation der vertriebenen Deutschböhmen und Deutschmährer trägt auch heute noch den Namen Sudetendeutsche Landsmannschaft.
Nach der mehrheitlichen Vertreibung der deutschsprachigen Bevölkerung in der Tschechoslowakei von 1945 bis 1948 vermied man dort den Begriff Sudety. Seit 1979 sprach man eher von der Krkonošsko-jesenická subprovincie (deutsch  etwa „Bereich Riesengebirge-Altvatergebirge“).
Im Bereich der Geowissenschaften ist der Begriff „Sudeten“, meist in Wortverbindungen, ein gängiger Terminus. Als bekannte Beispiele gelten die nördliche Struktureinheit des Böhmischen Massivs, die man als západosudetská oblast (Westsudetische Zone) bezeichnet, oder die Westsudetische Insel (západosudetský ostrov). Die západosudetská oblast, ein regionalgeologischer Abschnitt, umfasst das Riesen- und Isergebirge sowie Teile der Lausitz. Für lithofazielle Einheiten permischen Alters im Vorland dieser Gebirge ist der Begriff sudetské mladší paleozoikum (Sudetisches Jungpaläozoikum) gängig. Eine andere geologische Struktureinheit von herausgehobener Bedeutung ist das Innersudetische Becken (tschechisch vnitrosudetská pánev; polnisch Niecka śródsudecka). Weitere Verwendungen für spezielle Zwecke sind üblich (sudetské fáze / Sudetische Phase des Variszikums). Die Nutzung des Begriffes „Sudeten“ ist in der Fachsprache tschechischer Geowissenschaftler in Kontinuität und diesbezüglich über die Landesgrenzen hinaus anerkannter Stand der Wissenschaft.